# Pritschtowski
Pritschtowski (russisch Причтовский) ist ein Dorf (chutor) in Südrussland. Es gehört zur Republik Adygeja und hat 410 Einwohner (Stand 2019). Im Ort gibt es 11 Straßen. Pritschtowski liegt 8 km nordwestlich von Tulski (dem Verwaltungszentrum des Bezirks) auf der Straße. Schaumjan ist der nächstgelegene ländliche Ort.